# Melitaea caucasica
Melitaea caucasica är en fjärilsart som beskrevs av Otto Staudinger 1861. Melitaea caucasica ingår i släktet Melitaea och familjen praktfjärilar. Inga underarter finns listade i Catalogue of Life.